# Rosa María Artal
Rosa María Artal   (Saragossa, 1949) és una periodista i escriptora espanyola.

## Biografia
Rosa María Artal va néixer a Saragossa i actualment resideix a Madrid. És llicenciada en ciències de la informació per la Universitat Complutense de Madrid, i també va cursar estudis de sociologia i ciències polítiques.
La seva vinculació amb Televisió Espanyola data de 1973 al centre de producció de Las Palmas de Gran Canaria, als quals seguirien els de Bilbao i Zaragoza, Entre febrer i octubre de 1983 va presentar el Telediario 3 realitzat per José María Forges fins al seu cessament per dimissió, presentada al cap d'informatius Enrique Vázquez. Passa llavors a l'espai Informe semanal, al que ha dedicat bona part de la seva carrera professional tant en tasques de presentadora com de reportera, amb un interval a TVE Internacional. Com a reportera d'Informe semanal, va cobrir, entre altres esdeveniments, la caiguda del mur de Berlín. L'any 1991 va ser nomenada corresponsal de televisió espanyola a Londres. Va ser directora del programa Dos en la madrugada i Rosa en la madrugada (1994) de Radio Nacional de España.
Ha escrit habitualment articles d'opinió per als diaris El País, pel qual va ser corresponsal a Aragó durant la Transició, i a Público. Des de 2012 escriu en el mitjà digital eldiario.es. El maig de 2016 va anunciar que concorreria a les eleccions generals de 26 de juny com a número dos de la llista d'Units Podem per la circumscripció de Saragossa en qualitat d'independent.
És autora d'una dotzena de llibres, entre els quals destaquen: Diario de una mujer alta (2001), 11M-14M, Onda expansiva (2004), España, ombligo del mundo (2008), Reacciona (2011), del que va ser promotora, coordinadora i coautora, Derribar barreras (2019) i La bolsa o la vida, un mundo con coronavirus (2020). Molt activa i influent a les xarxes socials, és autora del blog El periscopio.
Entre altres premis va obtenir el premi Talent de la Televisió de l'Acadèmia de Televisió 2006 o el premi Pfeiffer de Periodisme 2007. L'any 2020 va rebre el premi a la trajectòria professional que atorga l'Associació de Dones Periodistes de Catalunya.

## Llibres publicats
- 2001 - Diario de una mujer alta
- 2002 - El casado infiel
- 2004 - 11-M, 14-M: onda expansiva
- 2005 - Ellas según ellos
- 2005 - ¡Mírame!: el reto de la mujer madura
- 2008 - España,ombligo del mundo
- 2011 - Reacciona (amb José Luis Sampedro, Baltasar Garzón, Federico Mayor Zaragoza, Javier Pérez de Albéniz, Javier López Facal, Carlos Martínez Alonso, Ignacio Escolar, Àngels Martínez, Juan Torres López i Lourdes Lucía)
- 2011 - La Energía Liberada
- 2019 - Derribar barreras[6]
- 2020 - La bolsa o la vida, un mundo con coronavirus[6]